# Hassi Fedoul
Pour les articles homonymes, voir Hassi.
Hassi Fedoul est une commune de la wilaya de Djelfa en Algérie.

## Géographie
La commune de Hassi-Fedoul dépend administrativement de la Daïra de Sidi Ladjel. Elle est située à 170 km au nord-ouest de Djelfa et à 250 km d'Alger. La route la plus directe est Alger-Boughezoul puis Boughezoul-Hassi-Fedoul en passant par Chahbounia et Sidi Ladjel.

## Histoire

### Époque de l'Algérie indépendante
À l'origine, Hassi Fedoul est un village agricole construit par les jeunes militaires de l'armée algérienne dans le cadre de la politique de la  Révolution agraire de l'ancien président algérien: Houari Boumédiène durant les années 1970. Il s'est agrandi au fil des années pour devenir chef lieu de commune.
Hassi Fedoul est habité essentiellement par les tribus Zenakhra. Néanmoins beaucoup de gens venus d'Alger, Blida, Bejaïa ont acheté des terres agricoles dans la région.

## Administration
| Période                                  | Période | Identité           | Étiquette | Qualité |
| ---------------------------------------- | ------- | ------------------ | --------- | ------- |
| 2012                                     | 2017    | Abdelhafid Khoutir | Ahd 54    | P/APC   |
| Les données manquantes sont à compléter. |         |                    |           |         |